# Visbyfranciskanernas bok
Visbyfranciskanernas bok, ofta kallad Visbykrönikan, är en handskrift på latin, som påbörjades i mitten av 1300-talet i Visby franciskankonvent. Skriften startade som kalendarium för liturgiskt bruk, men snart tillkom ett nekrologium och successivt även annalistiska anteckningar. Själva Visbykrönikan, som skildrar betydelsefulla händelser i Gotlands historia, är en del av dessa historiska noteringar. Krönikan är en rik källa till kunskap om Gotlands historia under medeltiden och om människor som levde på Gotland under denna tid. 
Skriften består av 35 "fantastisk vackra" blad skrivna i snirklig gotisk skrift på latin. Enligt en notering i krönikan grundades Stockholm år 1187 till följd av härjningen av Sigtuna 1187. Den sista anteckningen är daterad 1549, 18 år efter klostrets upplösning. Skriften förvaras hos Kungliga Biblioteket (Handskrift nummer "B 99").
Visbyfranciskanernas bok har även getts ut i nyöversättning till svenska. Boken är recenserad i Fornvännen samt i Svenska Dagbladet.

## Innehåll
- En notering finns om Stockholms grundande år 1187 till följd av härjningen av Sigtuna 1187.
- Inbördeskriget på Gotland år 1288 tas upp.
- Valdemar Atterdags invasion år 1361 beskrivs.
- Många andra omskakande händelser noteras, som digerdöden, köldrekord och stormar. Ett särskilt avsnitt utgörs av en dansk årbok.[5]